# Colle dei Signori
Il colle dei Signori o, in francese, Col des Seigneurs, è un valico delle Alpi liguri situato a 2.111 m s.l.m. sul confine italo-francese.

## Descrizione

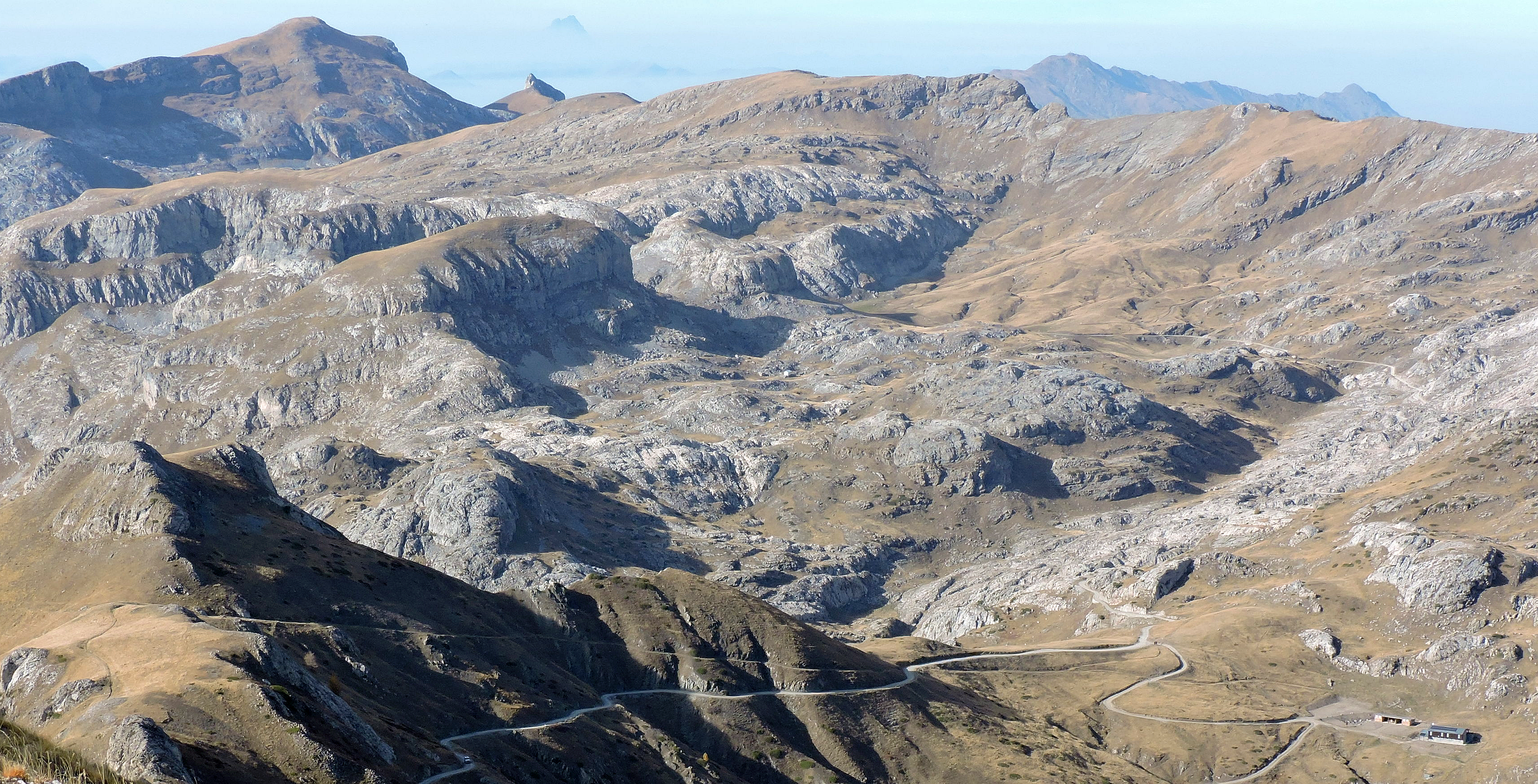
Il passo visto dalla Cima di Pertegà

Il colle si apre tra la Cima Capoves (a sud) e la Cima di Gaina, ed è collocato sullo spartiacque della catena principale alpina. Amministrativamente il punto di valico è situato tra il comune italiano di Briga Alta (CN) e una exclave del comune francese di La Brigue (FR-06). Idrograficamente divide le alte valli del Tanaro (bacino padano, a est) e della Roia (bacino del mar Ligure, a ovest).
A breve distanza dal colle, sul versante padano, sorge il rifugio Don Barbera.

## Storia
Il colle, un tempo appartenente completamente all'Italia, è oggi diviso tra Italia e Francia: il trattato di Parigi fa infatti transitare il confine tra le due nazioni per il Colle dei Signori.

## Accesso
Il passo è raggiungibile da Monesi (IM) per una strada sterrata ex-militare, passando per il vicino colle delle Selle Vecchie. Dal punto di valico è possibile proseguire per lo sterrato che, tenendosi nei pressi dello spartiacque principale, si dirige verso il Colle di Tenda.. Il colle è anche il punto di partenza per la via normale per la punta Marguareis, che si raggiunge transitando per il passo di Gaina.